# Hoher Nebelkogel
Hoher Nebelkogel är en bergstopp i Österrike.   Den ligger i distriktet Imst och förbundslandet Tyrolen, i den västra delen av landet, 400 km väster om huvudstaden Wien. Toppen på Nebelkogl är 3 211 meter över havet.
Terrängen runt Hoher Nebelkogel är huvudsakligen bergig. Runt Hoher Nebelkogel är det ganska glesbefolkat, med 26 invånare per kvadratkilometer.. Närmaste större samhälle är Sölden, 5,9 km väster om Nebelkogl. 
Trakten runt Nebelkogl består i huvudsak av gräsmarker.